# Jean Tirole
Jean Tirole (Troyes, 9 agosto 1953) è un economista francese, vincitore del Premio Nobel per l'Economia nel 2014.

## Biografia
I suoi studi si concentrano sui campi dell'economia industriale, della micro e macroeconomia, della teoria dei giochi, della teoria bancaria e finanziaria. È direttore della fondazione Jean-Jacques Laffont della Toulouse School of Economics, nonché direttore scientifico dell'Istituto di economia industriale (IDEI) di Tolosa.
Ha lavorato per tre anni come ricercatore per l'École nationale des ponts et chaussées. Dal 1984 al 1991 tenne corsi di economia al Massachusetts Institute of Technology. Nel 1998 è stato presidente dell'Econometric Society e nel 2001 dell'European Economic Association.

### Formazione accademica
Negli anni settanta Tirole consegue due lauree in ingegneria, la prima presso l'École polytechnique di Parigi (1976) e la seconda presso l'École nationale des ponts et chaussées di Parigi (1978) ed un "Doctorat de 3ème cycle" in matematica per le decisioni presso l'Università Paris-Dauphine (1978).  Nel 1981 consegue il dottorato di ricerca al MIT.

## Pubblicazioni
Jean Tirole ha pubblicato oltre 180 articoli su temi economici e finanziari, oltre che diversi libri, tra cui The Theory of Industrial Organization, Game Theory (con Drew Fudenberg), A Theory of Incentives in Procurement and Regulation (con Jean-Jacques Laffont), The Prudential Regulation of Banks (con Mathias Dewatripont), Competition in Telecommunications (con Jean-Jacques Laffont), Financial Crises, Liquidity, and the International Monetary System, e The Theory of Corporate Finance.

## Premi e riconoscimenti
- Fellow, Econometric Society, 1986
- Dottorato honoris causa, Université Libre de Bruxelles, 1989
- Membro straniero onorario, American Academy of Arts and Sciences, 1993
- Membro straniero onorario, American Economic Association, 1993
- Premio Yrjö Jahnsson, European Economic Association, 1993
- Premio "organisation", le Nouvel Economiste, 1994
- Premio del Centro per gli Studi Economici, Monaco di Baviera, 1996
- Premio Charles Dupin per l'economia, Académie des Sciences Morales et Politiques, 1996
- Public Utility Research Center Distinguished Service Award, University of Florida, Gainesville, 1997
- Premio John von Neumann, Rajk László College for Advanced Studies, Budapest University, 1998
- Distinguished Fellow Award, Industrial Organization Society, 1999
- Medaglia d'argento, Centre National de la Recherche Scientifique, 2002
- Lauréat du Prix Dargélos de l'École polytechnique, 2002
- Thomson Scientific Honors Laureate[2], 2004
- Prix Zerilli-Marimo, Académie des Sciences Morales et Politiques, 2004
- Dottorato honoris causa, University of London (London Business School), 2007
- Medaglia d'oro della città di Tolosa, 2007
- Cavaliere della Legione d'onore, 2007
- Dottorato honoris causa, Università di Montréal (HEC), 2007
- Medaglia d'oro, Centre National de la Recherche Scientifique, 2007
- Premio del Cercle d'Oc, 2008
- Frontiers of Knowledge Award, BBVA Foundation, 2008
- Outstanding Contributions to the Profession Award, International Association for Energy Economics, 2009
- Premio Innovative Quantitative Innovations in Finance, Chicago Mercantile Exchange – Mathematical Sciences Research Institute (CME-MSRI) , 2010
- Premio Claude Lévi-Strauss, 2010
- Premio Tjalling Koopmans Asset, Università di Tilburg, 2010
- Dottorato honoris causa, Università di Mannheim, 2011
- Economic Theory Fellow, Society for the Advancement of Economic Theory, 2011
- Laurea magistrale honoris causa in Scienze economiche e sociali, Università di Tor Vergata, 2012[3].

Secondo RePEc, è uno degli economisti più influenti del mondo